# 레드셔츠 (스타 트렉)

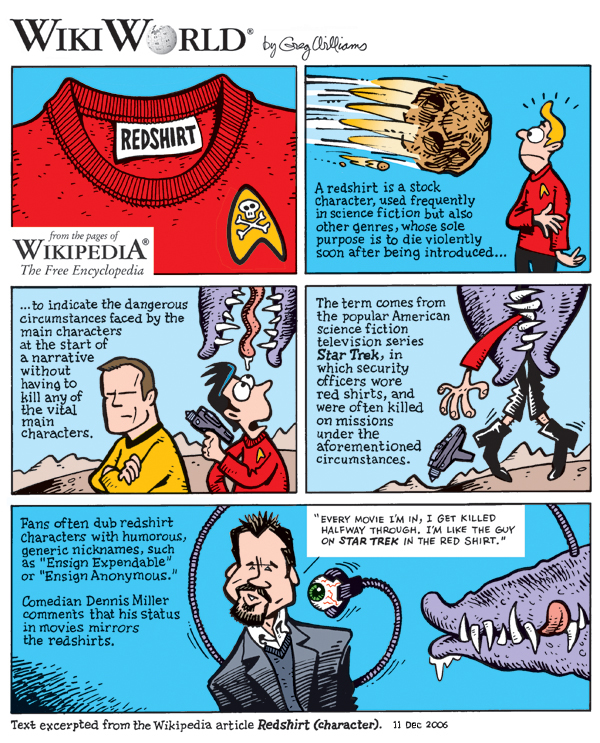

레드셔츠(redshirt)는 《스타 트렉 시리즈》에 나오는 일종의 캐릭터 요소이다. 빨간 셔츠를 입은 캐릭터가 나중에 죽는 경우가 많기 때문에, 일종의 복선으로도 여겨지고 있다.